# إيكا
إيكا (بالإنجليزية: Ica, Peru)‏ هي مدينة، تتبع مقاطعة إيكا، هي عاصمة إقليم إيكا، ومقاطعة إيكا، ومديرية إيكا، بلغ عدد سكانها 290000 نسمة.

## المناخ
يظهر الجدول التالي التغييرات المناخية على مدار السنة لإيكا:
| البيانات المناخية لـإيكا          | البيانات المناخية لـإيكا | البيانات المناخية لـإيكا | البيانات المناخية لـإيكا | البيانات المناخية لـإيكا | البيانات المناخية لـإيكا | البيانات المناخية لـإيكا | البيانات المناخية لـإيكا | البيانات المناخية لـإيكا | البيانات المناخية لـإيكا | البيانات المناخية لـإيكا | البيانات المناخية لـإيكا | البيانات المناخية لـإيكا | البيانات المناخية لـإيكا |
| الشهر                             | يناير                    | فبراير                   | مارس                     | أبريل                    | مايو                     | يونيو                    | يوليو                    | أغسطس                    | سبتمبر                   | أكتوبر                   | نوفمبر                   | ديسمبر                   | المعدل السنوي            |
| --------------------------------- | ------------------------ | ------------------------ | ------------------------ | ------------------------ | ------------------------ | ------------------------ | ------------------------ | ------------------------ | ------------------------ | ------------------------ | ------------------------ | ------------------------ | ------------------------ |
| متوسط درجة الحرارة الكبرى °م (°ف) | 31.5 (88.7)              | 32.6 (90.7)              | 32.9 (91.2)              | 31.5 (88.7)              | 29.0 (84.2)              | 25.9 (78.6)              | 24.8 (76.6)              | 25.8 (78.4)              | 27.3 (81.1)              | 28.6 (83.5)              | 29.5 (85.1)              | 30.6 (87.1)              | 29.2 (84.6)              |
| متوسط درجة الحرارة الصغرى °م (°ف) | 17.7 (63.9)              | 18.5 (65.3)              | 17.7 (63.9)              | 15.5 (59.9)              | 12.4 (54.3)              | 10.7 (51.3)              | 10.1 (50.2)              | 10.5 (50.9)              | 11.0 (51.8)              | 12.1 (53.8)              | 13.7 (56.7)              | 15.9 (60.6)              | 13.8 (56.8)              |
| الهطول مم (إنش)                   | 2.9 (0.11)               | 3.0 (0.12)               | 1.7 (0.07)               | 0.2 (0.01)               | 0.1 (0.00)               | 0.3 (0.01)               | 0.3 (0.01)               | 0.2 (0.01)               | 0.1 (0.00)               | 0.0 (0.0)                | 0.2 (0.01)               | 0.5 (0.02)               | 9.5 (0.37)               |
| المصدر: SENAMHI                   |                          |                          |                          |                          |                          |                          |                          |                          |                          |                          |                          |                          |                          |

## مدن توأم
المدن التوأم:
- ميامي بيتش.

## أعلام
- أغوستين كاستيلو
- جايمي رويز
- غويلرمو ديلغادو
- دومنغو إلياس
- خورخي أولاشيا